# Nina Kocić
Nina Kocić (ur. 11 czerwca 1993 w Kraljevie) – serbska siatkarka, grająca na pozycji atakującej.

## Sukcesy klubowe
Liga węgierska:
- 2025[7]